# Léon Lemmens

Bischofswappen von Léon Lemmens

Léon Lemmens (* 16. März 1954 in Boorsem, Maasmechelen, Flandern; † 2. Juni 2017) war ein belgischer römisch-katholischer Geistlicher und Weihbischof in Mecheln-Brüssel.

## Leben
Léon Lemmens besuchte zunächst das Knabenseminar und studierte am diözesanen Priesterseminar sowie an der Katholieke Universiteit Leuven Katholische Theologie. Am 10. Juli 1977 empfing er die Priesterweihe für das Bistum Hasselt. Anschließend ging er für weitere Studien an die Päpstliche Universität Gregoriana in Rom, wo er im Fach Moraltheologie zunächst das Lizenziat erwarb und anschließend zum Dr. theol. promoviert wurde. In dieser Zeit begann er auch, sich in der Gemeinschaft Sant’Egidio zu engagieren.
Nach Kaplanstätigkeit in Genk von 1981 bis 1984 war er Professor am Priesterseminar von Hasselt, dessen Regens er von 1997 bis 2004 war. Von 1990 bis 1995 war er Verantwortlicher für die Berufungspastoral in Belgien. Er gehörte der nationalen Liturgiekommission an und war von 1995 bis 1998 Bischofsvikar für die Weiterbildung, Medien und Kultur im Bistum Hasselt. 1996 wurde er zum Titularkanoniker ernannt und von 1998 bis 2004 war er Generalvikar des Bistums Hasselt.
Im Jahr 2004 ging er erneut nach Rom, wo er für ein Jahr das rumänische Priesterseminar leitete. Ab 2005 war er Mitarbeiter der Kongregation für die orientalischen Kirchen. Außerdem leitete er das Seminar der missionarischen Priesterbruderschaft der Gemeinschaft Sant’Egidio und war dessen Mitglied.
Papst Benedikt XVI. ernannte ihn am 22. Februar 2011 zum Weihbischof in Mecheln-Brüssel und Titularbischof von Municipa. Der Erzbischof von Mecheln-Brüssel, André-Joseph Léonard, spendete ihm und den gleichzeitig zu Weihbischöfen ernannten Jean-Luc Hudsyn und Jean Kockerols am 3. April desselben Jahres die Bischofsweihe; Mitkonsekratoren waren Godfried Kardinal Danneels, Alterzbischof von Mecheln-Brüssel, und Giacinto Berloco, Apostolischer Nuntius in Belgien und Luxemburg. Als Wahlspruch wählte er Populum humilem et pauperum („Dem bedrückten und armen Volk [bringst du Heil]“ (Ps 18,28 )).
Lemmens starb an den Folgen einer Leukämieerkrankung.